# Svovlkulstof
Svovlkulstof eller carbondisulfid (kemisk formel: CS2) er en giftig og brandfarlig væske, der bruges som opløsningsmiddel.

## Fremstilling
Fremstilling af svovlkulstof sker via direkte reaktion mellem svovl og kul ved en temperatur på 1200 oC:
4C + S8 → 4CS2
En anden metode, som kræver en lavere temperatur, er at lade metangas boble gennem flydende svovl blandet med silicagel eller aluminiumoxid som katalysator:
2CH4 + S8 → 2CS2 + 4H2S
Herved dannes også giftig hydrogensulfidgas som et biprodukt.
| Kemi | Spire Denne artikel om kemi er en spire som bør udbygges. Du er velkommen til at hjælpe Wikipedia ved at udvide den. |

|  | Infoboks uden skabelon Denne artikel har en infoboks dannet af en tabel eller tilsvarende. |